# Koodi, Shimoga
Koodi là một làng thuộc tehsil Shimoga, huyện Shimoga, bang Karnataka, Ấn Độ.